# فهرست آثار ملی شهرستان ملایر
شهرستان ملایر به مرکزیت شهر ملایر یکی از شهرستان‌های استان همدان است.

## آثار ثبت‌شده
| ردیف | نام اثر                     | نگاره          | دیرینگی                                         | موقعیت | شمارهٔ ثبت | تاریخ ثبت  | منبع  |
| ---- | --------------------------- | -------------- | ----------------------------------------------- | --- | --------- | ---------- | ----- |
| ۱    | تپه نوشیجان ملایر           |                | ماد ـ هخامنشی ـ ساسانی                          | دهستان حرمرود علیا، روستای شوشاب ۳۴°۱۷′۴۷″ شمالی ۴۸°۴۷′۲۶″ شرقی / ۳۴٫۲۹۶۳۹°شمالی ۴۸٫۷۹۰۵۶°شرقی                   | ۷۶۳       | ۱۳۴۶/۱۱/۰۳ | [ ۱ ] |
| ۲    | تپه شوشاب                   | بارگذاری تصویر | پیش از تاریخ                                    | بخش جوکار، دهستان حرمرود، روستای شوشاب                                                                           | ۷۶۴       | ۱۳۴۶/۱۱/۰۳ | [ ۲ ] |
| ۳    | تپه انوج                    |                | هزاره ۶ و ۵ ق‌م                                  | بخش سامن، دهستان سفید کوه روستای افوج                                                                            | ۱۰۳۹      | ۱۳۵۳/۱۲/۲۴ |       |
| ۴    | تپه جوراب                   |                | هزاره ۴ ق‌م                                      | ۱۲ کیلومتری ملایر                                                                                                | ۱۰۴۲      | ۱۳۵۳/۱۲/۲۴ |       |
| ۵    | مسجد جامع شیخ الملوک        |                | قرن ۱۳ (۱۲۳۶ ق)                                 | جنب بازار کفاشها                                                                                                 | ۱۲۸۶      | ۱۳۵۵/۰۸/۱۰ |       |
| ۶    | تپه نامیله (ملایر)          |                | هزاره ۲و۱ ق‌م                                    | بخش مرکزی، دهستان موزران، روستای نامیله                                                                          | ۲۱۳۲      | ۱۳۷۷/۰۷/۱۲ |       |
| ۷    | مسجد سیف الدوله             |                | قاجاریه                                         | ضلع شمالی پارک سیفیه                                                                                             | ۲۲۵۸      | ۱۳۷۷/۱۰/۲۷ |       |
| ۸    | حمام بلور ایمانی            |                | اواخر قاجار                                     | شهرستان ملایر، ضلع شمالی خ، شهیدطلوع                                                                             | ۲۲۵۹      | ۱۳۷۷/۱۰/۲۷ |       |
| ۹    | برج آرامگاه بابا حسین       |                | احتمالاٌ قرن ۶–۸ ق                               | ۱ ک روستای سیاه کمر ملایر                                                                                        | ۲۷۱۱      | ۱۳۷۹/۰۳/۲۲ |       |
| ۱۰   | یخچال میرفتاح               |                |                                                 | | ۳۲۴۲      | ۱۳۷۹/۱۲/۲۵ |       |
| ۱۱   | خانه منصوری                 |                | قاجاریه ـ پهلوی                                 | استان همدان، شهرستان ملایر، خیابان‌هاشمی نژاد                                                                     | ۴۶۹۱      | ۱۳۸۰/۱۰/۱۱ |       |
| ۱۲   | خانه لطفعلیان               |                | اواخر قاجار                                     | شهرستان ملایر، خیابان شهید مصطفی خمینی، کوچه شهید علیرضا شهبازیان                                                | ۴۸۹۲      | ۱۳۸۰/۱۲/۱۹ |       |
| ۱۳   | کاروانسرای فرهنگ            |                | اواخر قاجار ـ پهلوی                             | شهرستان ملایر، ضلع جنوبی خیابان بروجرد                                                                           | ۵۰۳۹      | ۱۳۸۰/۱۲/۲۵ |       |
| ۱۴   | تپه امامزاده آورزمان        |                | هزاره دو و۱ ق‌م ـ اسلامی                         | شهرستان ملایر، بخش سامن، یک کیلومتری شمال روستای آور زمان                                                        | ۷۰۱۴      | ۱۳۸۱/۱۰/۱۰ |       |
| ۱۵   | چغا                         |                | هزاره یک ق‌م                                     | شهرستان ملایر، بخش سامن، دهستان سامن، روستای چقایی                                                               | ۷۰۳۳      | ۱۳۸۱/۱۰/۱۰ |       |
| ۱۶   | تپه سیا چقا                 |                | هزاره دو ق‌م ـ اسلامی                            | شهرستان ملایر، بخش مرکزی، دهستان کمازان علیا، حد فاصل روستای زنگنه علیا و سفلی و سیا چقا                         | ۷۰۳۴      | ۱۳۸۱/۱۰/۱۰ |       |
| ۱۷   | تپه خاکی (علوی)             |                | هزاره یک ق‌م                                     | شهرستان ملایر، بخش جوکار، دهستان ترک شرقی، روستای علوی                                                           | ۷۰۳۵      | ۱۳۸۱/۱۰/۱۰ |       |
| ۱۸   | تپه قلعه بلنده              |                | هزاره یک ق‌م                                     | شهرستان ملایر، بخش مرکزی، دهستان کمازان وسطی، روستای پیروز (پری)                                                 | ۷۰۳۶      | ۱۳۸۱/۱۰/۱۰ |       |
| ۱۹   | تپه خون کافران (ریش کافران) |                | هزاره ۳ تا یک ق‌م                                | شهرستان ملایر، بخش سامن، ۵۰۰ متری شرق روستای طجر                                                                 | ۷۰۳۷      | ۱۳۸۱/۱۰/۱۰ |       |
| ۲۰   | پاتپه گونسپان               |                | هزاره ۳ ق‌م                                      | شهرستان ملایر، بخش مرکزی، دهستان کمازان سفلی، روستای پاتپه گونسپان                                               | ۸۰۷۶      | ۱۳۸۲/۰۱/۲۴ |       |
| ۲۱   | تپه قلعه حسین‌آباد شاملو     |                | پیش از تاریخ تا اسلامی                          | شهرستان ملایر، بخش جوکار، دهستان المهدی، روستای حسین‌آباد شاملو                                                   | ۱۳۳۵۷     | ۱۳۸۴/۰۵/۲۲ |       |
| ۲۲   | سیفیه                       |                | قاجاریه                                         | ملایر، انتهای بلوار پاسداران، پارک سیفیه                                                                         | ۱۳۳۵۸     | ۱۳۸۴/۰۵/۲۲ |       |
| ۲۳   | محوطه ترپاخ تپه             |                | پیش از تاریخ ـ تاریخی                           | شهرستان ملایر، بخش جوکار، دهستان المهدی، یک کیلومتری شمال غرب روستای حسین‌آباد شاملو                              | ۱۳۳۵۹     | ۱۳۸۴/۰۵/۲۲ |       |
| ۲۴   | قلعه سلیمان خان بوربور      |                | قاجاریه                                         | شهرستان ملایر، بخش جوکار، دهستان ترک شرقی، روستای اسلام‌آباد (کرد خورد)، قلعه سلیمان خان بوربور در جنوب غرب روستا | ۱۶۴۸۹     | ۱۳۸۵/۰۸/۲۷ |       |
| ۲۵   | تپه شهر خرابه               |                | قرون میانه اسلامی                               | شهرستان ملایر، بخش جوکار، دهستان المهدی، شرق روستای ده نو علی‌آباد                                                | ۲۱۵۹۱     | ۱۳۸۶/۱۲/۰۷ |       |
| ۲۶   | تپه چشمه پهن                |                | تاریخی ـ قرون اولیه و میانه اسلامی              | شهرستان ملایر، بخش جوکار، دهستان جوکار، روستای چشمه پهن ننج                                                      | ۲۱۶۰۶     | ۱۳۸۶/۱۲/۰۷ |       |
| ۲۷   | تپه علوی                    |                | تاریخی ـ قرون اولیه، میانه و متاخر اسلامی       | شهرستان ملایر، بخش جوکار، دهستان ترک شرقی، روستای علوی                                                           | ۲۱۶۰۷     | ۱۳۸۶/۱۲/۰۷ |       |
| ۲۸   | تپه عیسی خان ۱۱             |                | مس و سنگ                                        | شهرستان ملایر، بخش جوکار، دهستان ترک غربی، روستای کمری                                                           | ۲۱۶۱۵     | ۱۳۸۶/۱۲/۰۷ |       |
| ۲۹   | تپه کوسج خلیل ۱             |                | تاریخی ـ قرون میانه و متاخر اسلامی              | شهرستان ملایر، بخش جوکار، دهستان المهدی، روستای کوسج خلیل                                                        | ۲۱۶۱۶     | ۱۳۸۶/۱۲/۰۷ |       |
| ۳۰   | تپه عیسی خان ۱              |                | تاریخی ـ قرون اولیه، میانه و متاخر اسلامی       | شهرستان ملایر، بخش جوکار، دهستان ترک غربی، در میان اراضی روستای کمری                                             | ۲۱۶۱۷     | ۱۳۸۶/۱۲/۰۷ |       |
| ۳۱   | تپه سگز آغاچ                |                | تاریخی ـ قرون اولیه و میانه اسلامی              | شهرستان ملایر، بخش جوکار، دهستان ترک غربی، روستای کمری                                                           | ۲۱۶۱۸     | ۱۳۸۶/۱۲/۰۷ |       |
| ۳۲   | تپه قره قیه                 |                | مس و سنگ ـ مفرغ ـ تاریخی                        | شهرستان ملایر، بخش جوکار، دهستان ترک غربی، روستای کمری                                                           | ۲۱۶۱۹     | ۱۳۸۶/۱۲/۰۷ |       |
| ۳۳   | کوکوش تپه                   |                | قرون میانه ومتاخر اسلامی                        | شهرستان ملایر، بخش جوکار، دهستان ترک غربی، روستای منگاولی                                                        | ۲۱۶۲۱     | ۱۳۸۶/۱۲/۰۷ |       |
| ۳۴   | تپه کوسج خلیل ۱۱            |                | تاریخی ـ قرون میانه و متاخر اسلامی              | شهرستان ملایر، بخش جوکار، دهستان المهدی، شمال روستای کوسج خلیل                                                   | ۲۱۶۲۲     | ۱۳۸۶/۱۲/۰۷ |       |
| ۳۵   | تپه اشرفی                   |                | اشکانی ـ قرون اولیه و میانه اسلامی              | شهرستان ملایر، بخش مرکزی، دهستان حرم رود علیا، شرق روستای شوشاب                                                  | ۲۱۶۲۳     | ۱۳۸۶/۱۲/۰۷ |       |
| ۳۶   | تپه بلمکوند                 |                | مس و سنگ قدیم، میانی و جدید                     | شهرستان ملایر، بخش جوکار، شهر جوکار، شهرجوکار                                                                    | ۲۱۶۲۵     | ۱۳۸۶/۱۲/۰۷ |       |
| ۳۷   | تپه بالا                    |                | تاریخی ـ قرون اولیه و میانه اسلامی              | شهرستان ملایر، بخش مرکزی، دهستان حرم رود علیا، روستای توچغاز                                                     | ۲۱۶۲۶     | ۱۳۸۶/۱۲/۰۷ |       |
| ۳۸   | تپه حاجیلو                  |                | قرون متاخر اسلامی                               | شهرستان ملایر، بخش مرکزی، دهستان حرم رود علیا، روستای شریف‌آباد                                                   | ۲۱۶۲۷     | ۱۳۸۶/۱۲/۰۷ |       |
| ۳۹   | تپه اشاق قلعه               |                | قرون میانه اسلامی                               | شهرستان ملایر، بخش جوکار، دهستان ترک غربی، روستای اشاق قلعه                                                      | ۲۱۶۲۹     | ۱۳۸۶/۱۲/۰۷ |       |
| ۴۰   | تپه کهنه خردمند             |                | تاریخی                                          | شهرستان ملایر، بخش جوکار، دهستان ترک شرقی، روستای خردمند                                                         | ۲۱۶۳۱     | ۱۳۸۶/۱۲/۰۷ |       |
| ۴۱   | تپه گورستان شاملو           |                | مفرغ میانی ـ تاریخی ـ قرون میانه و متاخر اسلامی | شهرستان ملایر، بخش مرکزی، دهستان حرم رود علیا، چسبیده به روستای شوشاب                                            | ۲۱۶۳۲     | ۱۳۸۶/۱۲/۰۷ |       |
| ۴۲   | تپه قلعه مانیزان            |                | تاریخی ـ قرون اولیه و میانه اسلامی              | شهرستان ملایر، بخش مرکزی، دهستان جوزان، روستای مانیزان                                                           | ۲۱۶۳۳     | ۱۳۸۶/۱۲/۰۷ |       |
| ۴۳   | گاگور تپه                   |                | تاریخی ـ قرون اولیه و میانه اسلامی              | شهرستان ملایر، بخش جوکار، دهستان ترک شرقی، روستای طجر                                                            | ۲۱۶۳۴     | ۱۳۸۶/۱۲/۰۷ |       |
| ۴۴   | گورستان توسک سفلی           |                | اواخر قاجاریه ـ پهلوی                           | شهرستان ملایر، بخش مرکزی، دهستان جوزان، روستای توسکین                                                            | ۲۱۶۳۵     | ۱۳۸۶/۱۲/۰۷ |       |
| ۴۵   | تپه ایوت                    |                | تاریخی                                          | شهرستان ملایر، بخش مرکزی، دهستان حرم رودعلیا، روستای شوشاب                                                       | ۲۱۶۳۶     | ۱۳۸۶/۱۲/۰۷ |       |
| ۴۶   | تپه محمد لیلی               |                | تاریخی ـ قرون میانه اسلامی                      | شهرستان ملایر، بخش مرکزی، دهستان حرم رودعلیا، روستای مهرآباد                                                     | ۲۱۶۳۷     | ۱۳۸۶/۱۲/۰۷ |       |
| ۴۷   | تپه ازناوله                 |                | مفرغ ـ آهن ـ تاریخی ـ قرون اولیه و میانه اسلامی | شهرستان ملایر، بخش مرکزی، دهستان موزاران، روستای ازناوله                                                         | ۲۱۶۳۸     | ۱۳۸۶/۱۲/۰۷ |       |
| ۴۸   | تپه رضوانکده                |                | مس و سنگ ـ مفرغ ـ اشکانی                        | شهرستان ملایر، بخش مرکزی، دهستان موزاران، روستای رضوانکده                                                        | ۲۱۶۳۹     | ۱۳۸۶/۱۲/۰۷ |       |
| ۴۹   | تپه زمان‌آباد                |                | مفرغ میانی ـ تاریخی ـ قرون اولیه اسلامی         | شهرستان ملایر، بخش جوکار، دهستان ترک غربی، روستای زمان آباد                                                      | ۲۱۶۴۰     | ۱۳۸۶/۱۲/۰۷ |       |
| ۵۰   | مورشالاخ‌تپه                 |                | تاریخی ـ قرون اولیه اسلامی                      | شهرستان ملایر، بخش جوکار، دهستان ترک شرقی، روستای اسلام‌آباد                                                      | ۲۱۶۴۳     | ۱۳۸۶/۱۲/۰۷ |       |
| ۵۱   | تپه موالی                   |                | تاریخی ـ قرون اولیه، میانه و متاخر اسلامی       | شهرستان ملایر، بخش جوکار، دهستان ترک شرقی، روستای اسلام‌آباد                                                      | ۲۱۶۴۴     | ۱۳۸۶/۱۲/۰۷ |       |
| ۵۲   | تپه گاودانه                 |                | مس و سنگ جدید ـ مفرغ                            | شهرستان ملایر، بخش جوکار، دهستان ترک شرقی، روستای اوچ تپه                                                        | ۲۱۶۴۵     | ۱۳۸۶/۱۲/۰۷ |       |
| ۵۳   | تپه توباغا                  |                | قرون میانه اسلامی                               | شهرستان ملایر، بخش مرکزی، دهستان مورازان، جنوب روستای ازناوله                                                    | ۲۱۶۴۶     | ۱۳۸۶/۱۲/۰۷ |       |
| ۵۴   | تپه کسب                     |                | اشکانی ـ قرون اولیه و میانه اسلامی              | شهرستان ملایر، بخش جوکار، دهستان جوکار، روستای کسب                                                               | ۲۱۶۴۷     | ۱۳۸۶/۱۲/۰۷ |       |
| ۵۵   | تپه خولی                    |                | قرون متاخر اسلامی                               | شهرستان ملایر، بخش جوکار، دهستان جوکار، روستای نصرت آباد                                                         | ۲۱۶۴۸     | ۱۳۸۶/۱۲/۰۷ |       |
| ۵۶   | تپه نیگاری                  |                | قرون میانه و متاخر اسلامی                       | شهرستان ملایر، بخش جوکار، دهستان جوکار، جنوب روستای عشاق                                                         | ۲۱۶۴۹     | ۱۳۸۶/۱۲/۰۷ |       |
| ۵۷   | تپه آچیق‌تپه                 |                | تاریخی ـ قرون اولیه و میانه اسلامی              | شهرستان ملایر، بخش جوکار، دهستان ترک شرقی، جنوب شرق روستای خردمند                                                | ۲۱۶۵۰     | ۱۳۸۶/۱۲/۰۷ |       |
| ۵۸   | قلعه ازناوله                |                | قاجاریه ـ پهلوی                                 | شهرستان ملایر، بخش مرکزی، دهستان موزاران، داخل روستای ازناوله                                                    | ۲۱۶۵۵     | ۱۳۸۶/۱۲/۰۷ |       |
| ۵۹   | تپه پل نگار                 |                | تاریخی ـ قرون اولیه اسلامی                      | شهرستان ملایر، بخش جوکار، دهستان جوکار، جنوب روستای قوزان                                                        | ۲۱۶۶۳     | ۱۳۸۶/۱۲/۰۷ |       |
| ۶۰   | تپه کبود                    |                | تاریخی ـ قرون متاخر اسلامی                      | شهرستان ملایر، بخش جوکار، شهر جوکار                                                                              | ۲۱۶۶۹     | ۱۳۸۶/۱۲/۰۷ |       |
| ۶۱   | تپه دهات بالا               |                | اشکانی                                          | شهرستان ملایر، بخش مرکزی، دهستان کوه سرده، روستای پیر خداوردی                                                    | ۲۱۶۷۰     | ۱۳۸۶/۱۲/۰۷ |       |
| ۶۲   | قلعه سازه قشلاق             |                | قاجاریه ـ پهلوی                                 | شهرستان ملایر، بخش مرکزی، دهستان کوه سرده، روستای قشلاق                                                          | ۲۱۶۷۱     | ۱۳۸۶/۱۲/۰۷ |       |
| ۶۳   | تپه امامزاده کسب            |                | تاریخی ـ قرون اولیه، میانه و متاخر اسلامی       | شهرستان ملایر، بخش جوکار، دهستان جوکار، روستای کسب                                                               | ۲۱۶۷۲     | ۱۳۸۶/۱۲/۰۷ |       |
| ۶۴   | تپه شریف                    |                | تاریخی                                          | شهرستان ملایر، بخش مرکزی، شهر جوکار                                                                              | ۲۱۶۷۸     | ۱۳۸۶/۱۲/۰۷ |       |
| ۶۵   | تپه پاواشور                 |                | تاریخی                                          | شهرستان ملایر، بخش سامن، دهستان حرم رود سفلی، روستای اسکنان                                                      | ۲۳۶۵۷     | ۱۳۸۷/۰۸/۲۵ |       |
| ۶۶   | تپه مزرنو                   |                | ساسانی ـ قرون اولیه اسلامی                      | شهرستان ملایر، بخش سامن، دهستان حرمرود سفلی، روستای بلرتو                                                        | ۲۳۶۵۸     | ۱۳۸۷/۰۸/۲۵ |       |
| ۶۷   | تپه دلزه                    |                | قرون اولیه اسلامی                               | شهرستان ملایر، بخش سامن، دو کیلومتری جنوب شرق شهرسامن                                                            | ۲۳۶۵۹     | ۱۳۸۷/۰۸/۲۵ |       |
| ۶۸   | تپه چغاخاتون شمالی          |                | کالکوتیک                                        | شهرستان ملایر، بخش سامن، دهستان آورزمان، روستای آورزمان                                                          | ۲۳۶۶۰     | ۱۳۸۷/۰۸/۲۵ |       |
| ۶۹   | تپه کوبقرو                  |                | تاریخی                                          | شهرستان ملایر، بخش سامن، دهستان سامن، روستای ضربه علی                                                            | ۲۳۶۶۱     | ۱۳۸۷/۰۸/۲۵ |       |
| ۷۰   | تپه آسیاب آورزمان           |                | اشکانی ـ قرون اولیه و میانه و متاخر اسلامی      | شهرستان ملایر، بخش سامن، دهستان آورزمان، روستای آورزمان                                                          | ۲۳۶۶۲     | ۱۳۸۷/۰۸/۲۵ |       |
| ۷۱   | تپه تاج خاتون               |                | تاریخی                                          | شهرستان ملایر، بخش سامن، دهستان حرم رود سفلی، روستای کرتیل آباد                                                  | ۲۳۶۶۳     | ۱۳۸۷/۰۸/۲۵ |       |
| ۷۲   | تپه زرین                    |                | ساسانی ـ قرون اولیه اسلامی                      | شهرستان ملایر، بخش سامن، دهستان حرم رود سفلی، روستای اسکنان                                                      | ۲۳۶۶۴     | ۱۳۸۷/۰۸/۲۵ |       |
| ۷۳   | تپه سنگر                    |                | تاریخی ـ قرون میانه اسلامی                      | شهرستان ملایر، بخش سامن، دهستان سفید کوه، روستای قلعه علیمرادخاء                                                 | ۲۳۶۶۵     | ۱۳۸۷/۰۸/۲۵ |       |
| ۷۴   | تپه پادریژ                  |                | اشکانی                                          | شهرستان ملایر، بخش سامن، دهستان حرم رود سفلی، روستای اسکنان                                                      | ۲۳۶۶۶     | ۱۳۸۷/۰۸/۲۵ |       |
| ۷۵   | تپه لجنا                    |                | تاریخی ـ قرون میانه اسلامی                      | شهرستان ملایر، بخش سامن، دهستان سامن، روستای امیرالامرا                                                          | ۲۳۶۶۷     | ۱۳۸۷/۰۸/۲۵ |       |
| ۷۶   | تپه نجات                    |                | تاریخی ـ قرون اولیه اسلامی                      | شهرستان ملایر، بخش سامن، دهستان حرم رود سفلی، روستای جریا                                                        | ۲۳۶۶۸     | ۱۳۸۷/۰۸/۲۵ |       |
| ۷۷   | تپه سربن                    |                | اشکانی ـ قرون اولیه اسلامی                      | شهرستان ملایر، بخش سامن، دهستان حرم رود سفلی، روستای بلرتو                                                       | ۲۳۶۶۹     | ۱۳۸۷/۰۸/۲۵ |       |
| ۷۸   | تپه قطه                     |                | تاریخی ـ قرون اولیه اسلامی                      | شهرستان ملایر، بخش سامن، دهستان حرم رود سفلی، روستای دهنو آورزمان                                                | ۲۳۶۷۰     | ۱۳۸۷/۰۸/۲۵ |       |
| ۷۹   | تپه کوچک                    |                | تاریخی                                          | شهرستان ملایر، بخش سامن، دهستان حرم رود سفلی، روستای کرتیل آباد                                                  | ۲۳۶۸۹     | ۱۳۸۷/۰۸/۲۵ |       |
| ۸۰   | تپه نیزار                   |                | تاریخی ـ قرون اولیه اسلامی                      | شهرستان ملایر، بخش سامن، دهستان حرم رود سفلی، روستای کرتیل آباد                                                  | ۲۳۶۹۰     | ۱۳۸۷/۰۸/۲۵ |       |
| ۸۱   | تپه قرق شرقی                |                | تاریخی ـ قرون میانی اسلامی                      | شهرستان ملایر، بخش سامن، دهستان حرم رود سفلی، روستای کهریز                                                       | ۲۳۶۹۱     | ۱۳۸۷/۰۸/۲۵ |       |
| ۸۲   | تپه سیاهشکه                 |                | تاریخی ـ قرون اولیه اسلامی                      | شهرستان ملایر، بخش سامن، دهستان سفید کوه، روستای انجیره                                                          | ۲۳۶۹۲     | ۱۳۸۷/۰۸/۲۵ |       |
| ۸۳   | تپه حسین‌آباد ناظم ۱         |                | قرون میانه و متاخر اسلامی                       | شهرستان ملایر، بخش سامن، دهستان حرم رود سفلی، روستای حسین‌آباد ناظم                                               | ۲۳۶۹۳     | ۱۳۸۷/۰۸/۲۵ |       |
| ۸۴   | تپه نوو                     |                | قرون میانه اسلامی                               | شهرستان ملایر، بخش سامن، دهستان سامن، روستای ضربه علی                                                            | ۲۳۶۹۴     | ۱۳۸۷/۰۸/۲۵ |       |
| ۸۵   | تپه قرق غربی                |                | تاریخی                                          | شهرستان ملایر، بخش سامن، دهستان حرم رود سفلی، روستای کهریز ناظم                                                  | ۲۳۶۹۵     | ۱۳۸۷/۰۸/۲۵ |       |
| ۸۶   | تپه مرن                     |                | برنز                                            | شهرستان ملایر، بخش سامن، دهستان حرم رود سفلی، روستای حسن کوسج                                                    | ۲۳۶۹۶     | ۱۳۸۷/۰۸/۲۵ |       |
| ۸۷   | تپه هاشمی                   |                | تاریخی                                          | شهرستان ملایر، بخش سامن، دهستان حرم رود سفلی، روستای هزارجریب                                                    | ۲۳۶۹۷     | ۱۳۸۷/۰۸/۲۵ |       |
| ۸۸   | تپه زیرآبادی                |                | اشکانی                                          | شهرستان ملایر، بخش سامن، دهستان حرم رود سفلی، روستای بلرتو                                                       | ۲۳۶۹۸     | ۱۳۸۷/۰۸/۲۵ |       |
| ۸۹   | تپه چال تپه                 |                | تاریخی ـ قرون میانه اسلامی                      | شهرستان ملایر، بخش سامن، دهستان حرم رود سفلی، روستای کرتیل آباد                                                  | ۲۳۶۹۹     | ۱۳۸۷/۰۸/۲۵ |       |
| ۹۰   | تپه اردکلو                  |                | کالکولتیک ـ تاریخی                              | شهرستان ملایر، بخش سامن، دهستان سامن، روستای اردکلو                                                              | ۲۳۷۰۰     | ۱۳۸۷/۰۸/۲۵ |       |
| ۹۱   | تپه گورستان سیاه کمر        |                | تاریخی ـ قرون میانه اسلامی                      | شهرستان ملایر، بخش سامن، دهستان سفید کوه، روستای سیاه کمر                                                        | ۲۳۷۰۱     | ۱۳۸۷/۰۸/۲۵ |       |
| ۹۲   | تپه زغالی                   |                | تاریخی                                          | شهرستان ملایر، بخش سامن، دهستان حرم رود سفلی، روستای کرتیل آباد                                                  | ۲۳۷۰۲     | ۱۳۸۷/۰۸/۲۵ |       |
| ۹۳   | تپه بیوه زنان               |                | تاریخی                                          | شهرستان ملایر، بخش سامن، دهستان حرم رود سفلی، روستای کرتیل آباد                                                  | ۲۳۷۰۳     | ۱۳۸۷/۰۸/۲۵ |       |
| ۹۴   | تپه قدیمی کلیل‌آباد          |                | ساسانی ـ قرون اولیه اسلامی                      | شهرستان ملایر، بخش سامن، دهستان حرم رود سفلی، روستای کلیل آباد                                                   | ۲۳۷۰۴     | ۱۳۸۷/۰۸/۲۵ |       |
| ۹۵   | تپه سرآسیاب                 |                | کالکولتیک                                       | شهرستان ملایر، بخش سامن، دهستان حرم رود سفلی، روستای کرتیل آباد                                                  | ۲۳۷۰۵     | ۱۳۸۷/۰۸/۲۵ |       |
| ۹۶   | تپه دره خانی شرقی           |                | اشکانی ـ ساسانی ـ قرون میانه اسلامی             | شهرستان ملایر، بخش سامن، دهستان سامن، ۱/۵ کیلومتری جنوب شهر سامن                                                 | ۲۳۷۰۶     | ۱۳۸۷/۰۸/۲۵ |       |
| ۹۷   | تپه اسیلیه                  |                | کالکولتیک ـ اشکانی ـ قرون میانه اسلامی          | شهرستان ملایر، بخش سامن، دهستان سامن، ۱/۵ کیلومتری جنوب غرب شهر سامن                                             | ۲۳۷۰۷     | ۱۳۸۷/۰۸/۲۵ |       |
| ۹۸   | گورستان ژیر ری              |                | هزاره یک ق‌م                                     | شهرستان ملایر، بخش سامن، دهستان حرم رود سفلی، روستای اسکنان                                                      | ۲۳۷۰۸     | ۱۳۸۷/۰۸/۲۵ |       |
| ۹۹   | تپه باغ                     |                | تاریخی                                          | شهرستان ملایر، بخش سامن، دهستان حرم رود سفلی، روستای بلرتو                                                       | ۲۳۷۰۹     | ۱۳۸۷/۰۸/۲۵ |       |
| ۱۰۰  | تپه پا برج                  |                | تاریخی                                          | شهرستان ملایر، بخش سامن، دهستان حرم رود سفلی، روستای اسکنان                                                      | ۲۳۷۱۰     | ۱۳۸۷/۰۸/۲۵ |       |
| ۱۰۱  | تپه ترکاشوند                |                | هزاره یک ق‌م ـ آهن III                           | شهرستان ملایر، بخش سامن، دهستان حرم رود سفلی، روستای بلرتو                                                       | ۲۳۷۱۱     | ۱۳۸۷/۰۸/۲۵ |       |
| ۱۰۲  | تپه شازده شوری              |                | تاریخی                                          | شهرستان ملایر، بخش سامن، دهستان سامن، روستای پیرسواران                                                           | ۲۳۷۱۲     | ۱۳۸۷/۰۸/۲۵ |       |
| ۱۰۳  | تپه دره خانی غربی           |                | اشکانی                                          | شهرستان ملایر، بخش سامن، ۱/۵ کیلومتری جنوب شهر سامن                                                              | ۲۳۷۱۳     | ۱۳۸۷/۰۸/۲۵ |       |
| ۱۰۴  | تپه۳ حسین‌آباد ناظم          |                | هزاره یک ق‌م ـ تاریخی                            | شهرستان ملایر، بخش سامن، دهستان حرم رود سفلی، روستای حسین‌آباد ناظم                                               | ۲۳۷۱۴     | ۱۳۸۷/۰۸/۲۵ |       |
| ۱۰۵  | تپه موداران                 |                | قرون اولیه و میانه اسلامی                       | شهرستان ملایر، بخش سامن، دهستان آورزمان، روستای موداران/میخواران                                                 | ۲۳۷۱۵     | ۱۳۸۷/۰۸/۲۵ |       |
| ۱۰۶  | تپه ضربه علی                |                | کالکولتیک ـ برنز                                | شهرستان ملایر، بخش سامن، دهستان سامن، روستای ضربه علی                                                            | ۲۳۷۱۶     | ۱۳۸۷/۰۸/۲۵ |       |
| ۱۰۷  | تپه مزرعه نو                |                | تاریخی                                          | شهرستان ملایر، بخش سامن، دهستان سامن، روستای امیرالامرا                                                          | ۲۳۷۱۷     | ۱۳۸۷/۰۸/۲۵ |       |
| ۱۰۸  | تپه بغداد کوچک              |                | قرون اولیه اسلامی                               | شهرستان ملایر، بخش سامن، دهستان حرم رود سفلی، روستای کرتیل آباد                                                  | ۲۳۷۱۸     | ۱۳۸۷/۰۸/۲۵ |       |
| ۱۰۹  | تپه حمام                    |                | تاریخی                                          | شهرستان ملایر، بخش سامن، دهستان حرم رود سفلی، روستای حسن کوسج                                                    | ۲۳۷۱۹     | ۱۳۸۷/۰۸/۲۵ |       |
| ۱۱۰  | سنگ‌نگاره چشمه صحبت          |                | تاریخی                                          | شهرستان ملایر، بخش سامن، دهستان حرمرود سفلی، روستای جریا                                                         | ۲۳۷۲۰     | ۱۳۸۷/۰۸/۲۵ |       |
| ۱۱۱  | تپه واشان                   |                | تاریخی                                          | شهرستان ملایر، بخش سامن، دهستان سامن، روستای واشان                                                               | ۲۳۷۲۱     | ۱۳۸۷/۰۸/۲۵ |       |
| ۱۱۲  | تپه تل میش                  |                | تاریخی                                          | شهرستان ملایر، بخش سامن، دهستان حرم رود سفلی، روستای بلرتو                                                       | ۲۳۷۲۲     | ۱۳۸۷/۰۸/۲۵ |       |
| ۱۱۳  | تپه رباب                    |                | قرون میانه و متاخر اسلامی                       | شهرستان ملایر، بخش سامن، دهستان حرم رود سفلی، روستای اسکنان                                                      | ۲۳۷۳۱     | ۱۳۸۷/۰۸/۲۵ |       |
| ۱۱۴  | تپه مارکش                   |                | آهن                                             | شهرستان ملایر، بخش سامن، دهستان آورزمان، روستای موداران                                                          | ۲۳۷۳۲     | ۱۳۸۷/۰۸/۲۵ |       |
| ۱۱۵  | تپه عباسیه                  |                | تاریخی ـ قرون اولیه، میانه و متاخر اسلامی       | شهرستان ملایر، بخش مرکزی، دهستان موزاران، ۸۵۰ م روستای عباسیه                                                    | ۲۴۳۳۱     | ۱۳۸۷/۱۰/۱۵ |       |
| ۱۱۶  | محوطه زیرزمینی              |                | ایلخانی                                         | شهرستان ملایر، بخش سامن، دهستان سامن، شهر سامن                                                                   | ۲۴۶۲۲     | ۱۳۸۷/۱۱/۲۷ |       |
| ۱۱۷  | امامزاده ابراهیم            |                | قاجاریه                                         | شهرستان ملایر، بخش جوکار، دهستان ترک شرقی، روستای علوی، ۳ کیلومتری جنوب غربی روستا                               | ۲۵۱۱۱     | ۱۳۸۷/۱۲/۱۸ |       |
| ۱۱۸  | حسینیه حاج منتصر الملک      |                | قاجاریه                                         | شهرستان ملایر، بخش سامن، دهستان آورزمان، روستای آورزمان                                                          | ۲۵۱۱۲     | ۱۳۸۷/۱۲/۱۸ |       |
| ۱۱۹  | امامزاده سام و هام          |                | قاجاریه                                         | شهرستان ملایر، بخش سامن، شهر سامن، گلزار شهدای قدیمی سامن                                                        | ۲۵۱۱۴     | ۱۳۸۷/۱۲/۱۸ |       |
| ۱۲۰  | مسجد صاحب الزمان            |                | صفویه                                           | شهرستان ملایر، بخش سامن، دهستان سامن، روستای ضربعلی                                                              | ۲۵۱۱۵     | ۱۳۸۷/۱۲/۱۸ |       |
| ۱۲۱  | برج خانقلی                  |                | ایلخانی                                         | شهرستان ملایر، بخش سامن، شهر سامن، خیابان امام، خیابان فارابی، محله چاله خانقلی، برج خانقلی                      | ۲۵۱۲۱     | ۱۳۸۷/۱۲/۱۸ |       |
| ۱۲۲  | مسجد باب‌الحوائج             |                | قاجاریه                                         | شهرستان ملایر، بخش جوکار، دهستان جوکار، روستای ننج                                                               | ۲۵۱۶۷     | ۱۳۸۷/۱۲/۱۸ |       |
| ۱۲۳  | تپه زیرچاه                  |                | مفرغ                                            | شهرستان ملایر، بخش سامن، دهستان حرم رود سفلی، روستای جریا                                                        | ۲۶۱۴۴     | ۱۳۸۷/۱۲/۲۶ |       |
| ۱۲۴  | تپه پشت فرودگاه             |                | نوسنگی                                          | شهرستان ملایر، بخش سامن، دهستان حرم رود سفلی، روستای آرته بلاغ                                                   | ۲۶۱۴۶     | ۱۳۸۷/۱۲/۲۶ |       |
| ۱۲۵  | تپه قراولخانه               |                | برنز                                            | شهرستان ملایر، بخش سامن، دهستان آورزمان، روستای دره امید علی                                                     | ۲۶۱۴۷     | ۱۳۸۷/۱۲/۲۶ |       |
| ۱۲۶  | تپه دهنو ۱                  |                | کالکولتیک                                       | شهرستان ملایر، بخش سامن، دهستان حرم رود سفلی، روستای دهنو آورزمان                                                | ۲۶۱۴۸     | ۱۳۸۷/۱۲/۲۶ |       |
| ۱۲۷  | تپه دهنو ۲                  |                | نوسنگی                                          | شهرستان ملایر، بخش سامن، دهستان حرم رود سفلی، روستای دهنو آورزمان                                                | ۲۶۱۴۹     | ۱۳۸۷/۱۲/۲۶ |       |
| ۱۲۸  | تپه پایین فرودگاه           |                | نوسنگی ـ کالکولتیک                              | شهرستان ملایر، بخش سامن، دهستان حرم رود سفلی، روستای آرته بلاغ                                                   | ۲۶۱۵۰     | ۱۳۸۷/۱۲/۲۶ |       |
| ۱۲۹  | تپه چغا گز                  |                | کالکولتیک ـ برنز                                | شهرستان ملایر، بخش سامن، دهستان آورزمان، روستای لولوهر                                                           | ۲۶۱۵۱     | ۱۳۸۷/۱۲/۲۶ |       |
| ۱۳۰  | تپه سه تپه                  |                | برنز ـ آهن                                      | شهرستان ملایر، بخش سامن، دهستان حرمرود سفلی، روستای کرتیل آباد                                                   | ۲۶۱۵۳     | ۱۳۸۷/۱۲/۲۶ |       |
| ۱۳۱  | تپه پیری                    |                | الکولتیک ـ برنز                                 | شهرستان ملایر، بخش سامن، دهستان حرم رود سفلی، روستای جیجانرود                                                    | ۲۶۱۵۴     | ۱۳۸۷/۱۲/۲۶ |       |
| ۱۳۲  | تپه چغاخاتون جنوبی          |                | کالکولتیک                                       | شهرستان ملایر، بخش سامن، دهستان آروزمان، روستای آورزمان                                                          | ۲۶۱۵۵     | ۱۳۸۷/۱۲/۲۶ |       |
| ۱۳۳  | تپه کینی کل                 |                | کالکولتیک ـ برنز ـ تاریخی                       | شهرستان ملایر، بخش ملایر، بخش سامن، دهستان آورزمان، روستای دره امید علی                                          | ۲۶۱۵۶     | ۱۳۸۷/۱۲/۲۶ |       |
| ۱۳۴  | تپه زیر ری                  |                | هزاره ۱ق‌م                                       | شهرستان ملایر، بخش سامن، دهستان حرم رود سفلی، روستای اسکنان                                                      | ۲۶۱۵۸     | ۱۳۸۷/۱۲/۲۶ |       |
| ۱۳۵  | تپه زیر برج                 |                | برنز ـ قرون متاخر اسلامی                        | شهرستان ملایر، بخش سامن، دهستان حرم رود سفلی، روستای اسکنان                                                      | ۲۶۱۵۹     | ۱۳۸۷/۱۲/۲۶ |       |
| ۱۳۶  | تپه حسین‌آباد ناظم ۲         |                | نوسنگی ـ کالکلولتیک                             | شهرستان ملایر، بخش سامن، دهستان حرم رود سفلی، روستای حسین آّباد ناظم                                              | ۲۶۱۶۰     | ۱۳۸۷/۱۲/۲۶ |       |
| ۱۳۷  | تپه پلویی                   |                | کالکولتیک ـ بریز ـ هزاره یک ق‌م                  | شهرستان ملایر، بخش سامن، دهستان آورزمان، روستای میخواران                                                         | ۲۶۱۶۱     | ۱۳۸۷/۱۲/۲۶ |       |